# 瑞典宗教
瑞典宗教（2021年）
瑞典宗教多樣性較高。從12世纪瑞典完成基督教化開始，直到20世纪，瑞典絕大多數人口都信仰基督宗教。但从20世纪下半叶开始，瑞典的基督宗教开始快速衰退。根据2018年的调查结果，只有69.9%的瑞典人信仰基督宗教。
属于新教信义宗（路德宗）的瑞典教会（瑞典信义会）从瑞典接受宗教改革开始，直到2000年前是瑞典的国教，目前也是瑞典最大的基督教教會。根据2018年的统计，有590万瑞典人属于瑞典教会，占瑞典总人口的57.7%。瑞典教会拥有如此高信众人数的原因之一是瑞典1996年前新出生的婴儿只要父母一方属于瑞典教会就都会当然计入瑞典教会的信徒人数。不过，瑞典教会的信徒比例正在快速下降。1970年，瑞典95%的人口属于瑞典教会、2000年下滑到85%，2018年如前文所述是57.7%，近年平均每年降幅在1-2%之间。

## 历史

### 瑞典的基督教化

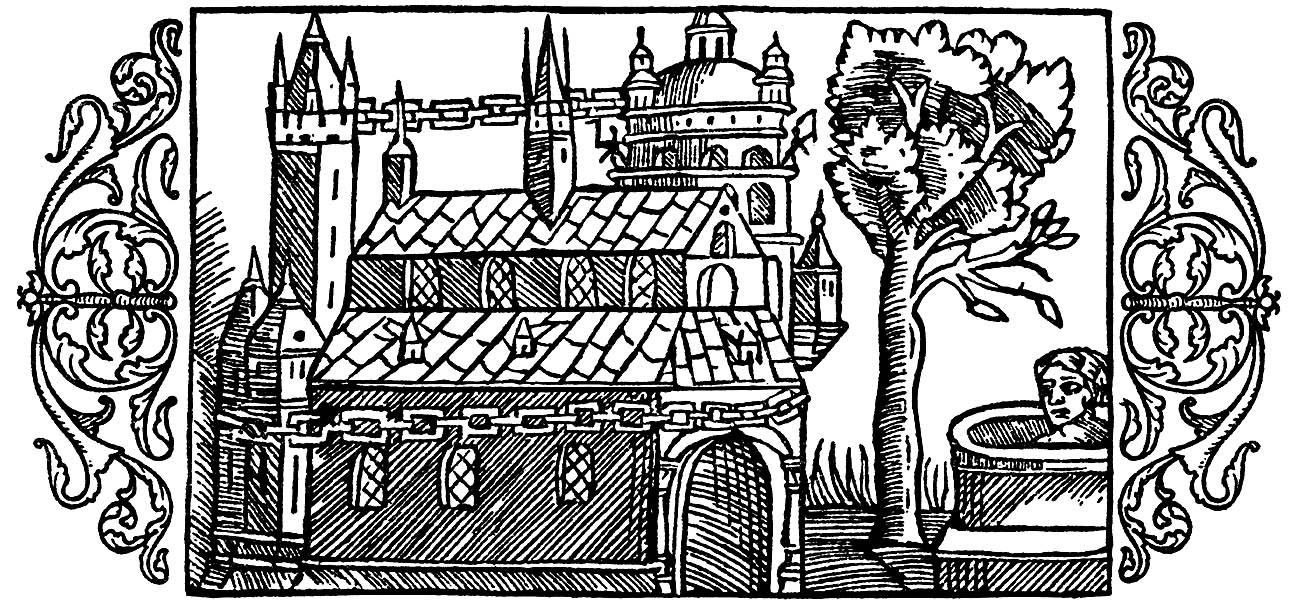
后世绘制的乌普萨拉神殿木刻版画

9世纪后，以天主教會為首的基督教传入瑞典地区的一些部落，瑞典开始放弃原始多神信仰（古北欧宗教），逐步接受天主教信仰。公元1000年左右，以奥洛夫·舍特康努格受洗为开端，瑞典开始系统性地基督教化。这一过程持续100年左右，期间部分地区曾出现过反抗基督教化的起义。11世纪末，抵抗基督教化的古北欧宗教壁垒乌普萨拉神殿被勒令拆除，象征瑞典基督教化的基本完成。
12世纪后，基督教化的瑞典也曾将天主教传入芬兰，并随之建立起在芬兰的统治:51-59;79-80。

### 加入宗教改革

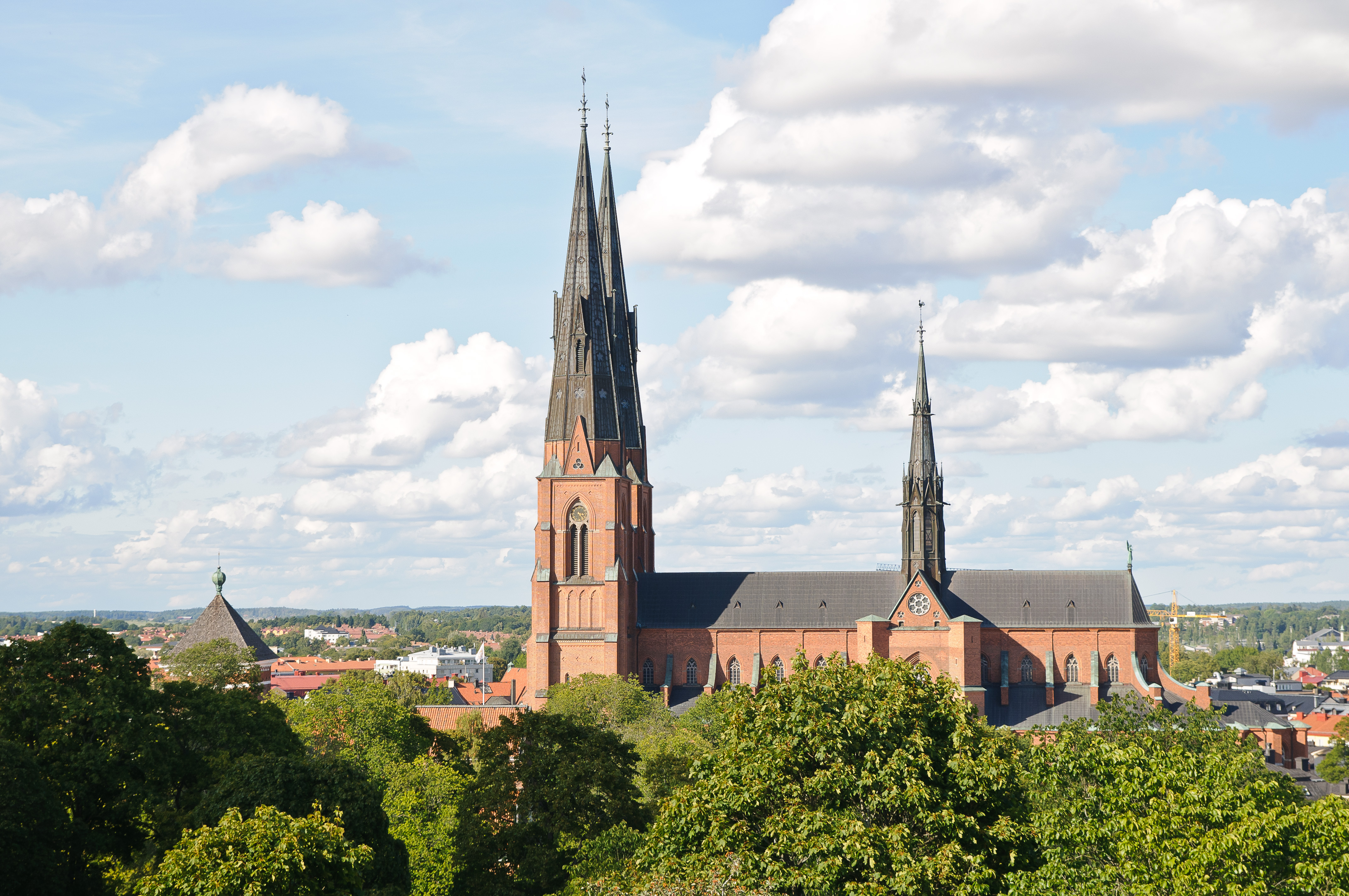
瑞典教会首席主教（乌普萨拉主教）的座堂的乌普萨拉主教座堂

16世纪初，以宗教改革家马丁·路德对抗天主教会为开端，欧洲开启了宗教改革运动。而刚带领瑞典脱离卡尔马联合独立的古斯塔夫一世此时正寻求加强中央集权。作为加强中央集权的一环，古斯塔夫寻求没收天主教庞大教产的机会，以加强国家对宗教事务的控制、增强国家的财力，宗教改革正好可以帮助他实现这一目标。因此，古斯塔夫一世早在16世纪20年代便与宗教改革人士会面，并曾实行一系列与天主教会拉开距离的政策。1544年，瑞典进一步推行一系列的激进宗教改革政策，对部分宗教仪式进行改革并废除了部分天主教的圣日。
瑞典的宗教改革偏向马丁·路德一派，虽然瑞典方面也曾邀请过一些加尔文主义的宗教改革人士，但该国最终于1565年宣布拒绝接纳加尔文主义。
16世纪下半叶约翰三世在位期间，约翰三世受他来自波兰的天主教王后影响，对宗教改革的态度相对保守。他甚至曾认真考虑过让瑞典重返天主教。不过此事以瑞典方面与教廷方面无法达成一致告终。
1593年，瑞典在乌普萨拉召开了一次宗教会议。在这次会议上，瑞典正式接受信义宗的信条、宣布信义宗为国教，并禁止加尔文主义、天主教，以及烏利希·慈运理的神学，宣告瑞典与天主教会的彻底决裂。
三十年战争中，信仰新教的瑞典在国王古斯塔夫二世带领下加入新教联盟，对抗以哈布斯堡王朝为首的天主教同盟。

### 宗教自由的实现
加入宗教改革、改宗信义宗后，信义宗在很长一段时间内都是瑞典唯一的合法宗教。1860年，瑞典宣布允许国民脱离瑞典教会，改信其他受官方认可的宗教。1951年以后，又进一步允许瑞典公民无条件退出瑞典教会。2000年，瑞典国会通过新法，取消瑞典教会的国教地位。

## 现状
| 年份 | 瑞典总人口 | 教会人数  | 占总人口比例 | 浮动比率 |
| ---- | ---------- | --------- | ------------ | -------- |
| 1972 | 8,146,000  | 7,754,784 | 95.2%        |          |
| 1975 | 8,208,000  | 7,770,881 | 94.7%        | 0.2% ▼   |
| 1980 | 8,278,000  | 7,690,636 | 92.9%        | 0.3% ▼   |
| 1985 | 8,358,000  | 7,629,763 | 91.5%        | 0.3% ▼   |
| 1990 | 8,573,000  | 7,630,350 | 89.0%        | 0.5% ▼   |
| 1995 | 8,837,000  | 7,601,194 | 86.0%        | 0.6% ▼   |
| 2000 | 8,880,000  | 7,360,825 | 82.9%        | 0.6% ▼   |
| 2005 | 9,048,000  | 6,967,498 | 77.0%        | 1.2% ▼   |
| 2010 | 9,415,570  | 6,589,769 | 70.0%        | 1.4% ▼   |
| 2011 | 9,482,855  | 6,519,889 | 68.8%        | 1.2% ▼   |
| 2012 | 9,555,893  | 6,446,729 | 67.5%        | 1.3% ▼   |
| 2013 | 9,644,864  | 6,357,508 | 65.9%        | 1.6% ▼   |
| 2014 | 9,747,355  | 6,292,264 | 64.6%        | 1.3% ▼   |
| 2015 | 9,850,452  | 6,225,091 | 63.2%        | 1.4% ▼   |
| 2016 | 9,995,153  | 6,116,480 | 61.2%        | 2.0% ▼   |
| 2017 | 10,120,242 | 5,993,368 | 59.3%        | 1.9% ▼   |
| 2018 | 10,230,185 | 5,899,242 | 57.7%        | 1.6% ▼   |

瑞典目前是一个宗教高度自由的国家，各级政府都力图保证宗教自由的正常实施。基督宗教目前仍是瑞典人数最多的宗教，但近年来在瑞典呈衰落态势。瑞典教会是瑞典的主要的基督教宗派。根据瑞典教会官方的统计，在2000年左右，大约有85%的瑞典人隶属瑞典教会。但2018年只有57.7%的国民仍属于瑞典教会。根据www.sst.a.se进行于2015年的一份调查，63.2%的瑞典人属于瑞典教会、3.8%的瑞典人信仰其他宗派的新教、1.3%的瑞典人信仰东正教、1.2%的瑞典人信仰天主教、0.3%的瑞典人信仰以上宗派以外的基督宗教（如耶和华见证人）、1.4%的瑞典人信仰伊斯兰教、0.3%的瑞典人信仰其他宗教（如犹太教），28.4%的瑞典人没有任何宗教信仰。根据皮尤研究中心2017年的调查结果，59.9%的瑞典人认为自己是基督徒，其中48.7%隶属瑞典信义会；35.0%的瑞典人没有宗教信仰，其中18.8%是无神论者、4.3%是不可知论者，另有11.9%是没有特定倾向的无宗教信仰者；2.2%的瑞典人信仰伊斯兰教；另有2.5%的瑞典人信仰其他宗教。
另外，根据一份2016年对500名处于工作年龄的瑞典人的网上调查，只有24%的人认为他们信仰新教，另有45%的人认为自己没有任何宗教或精神上的信仰，其中33%属于无神论者、13%属于不可知论者。
信仰信义宗以外宗教者（例如伊斯兰教、天主教、佛教，以及东正教等）主要是移民。

## 图集

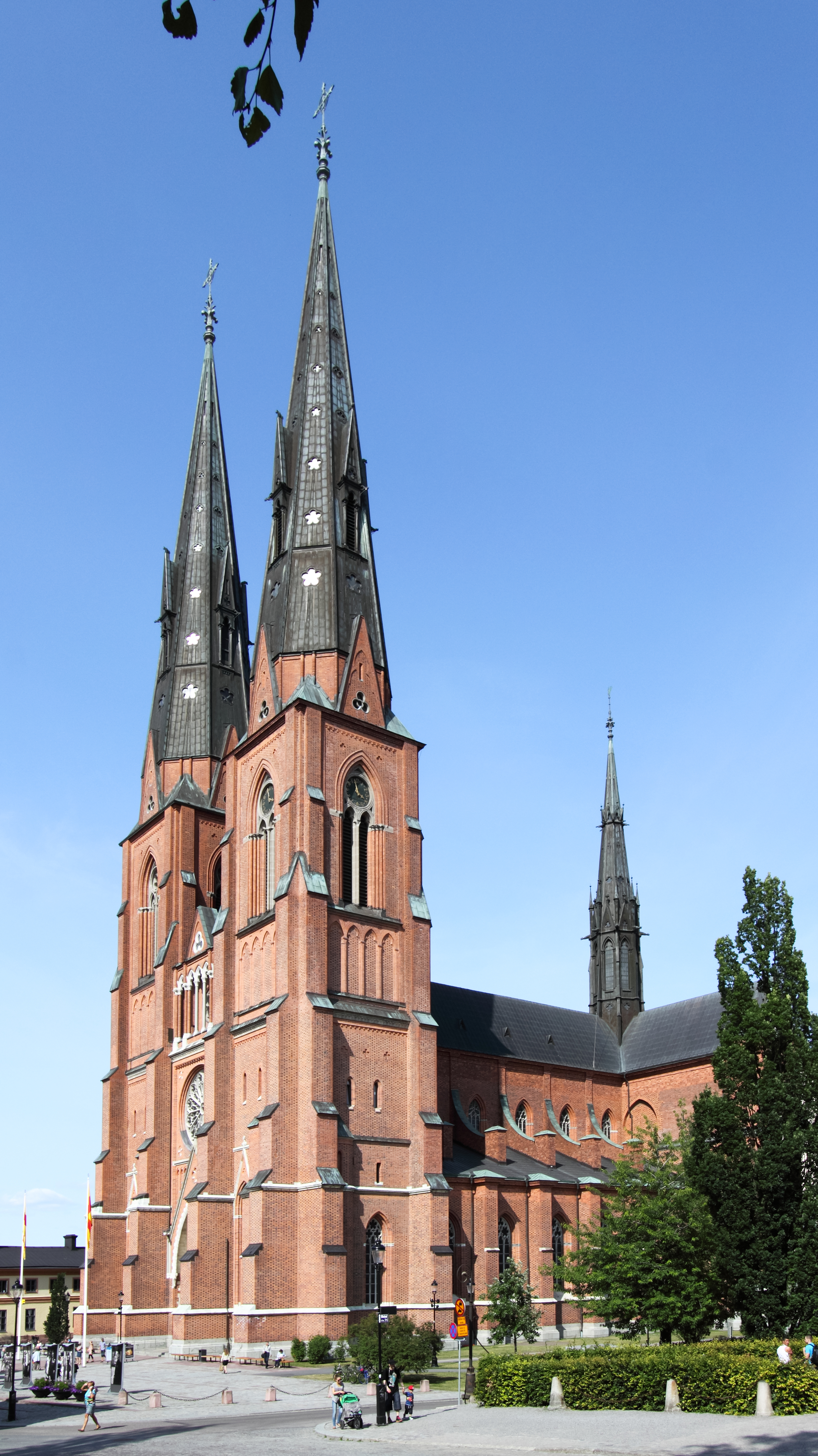
乌普萨拉大主教所在的乌普萨拉主教座堂
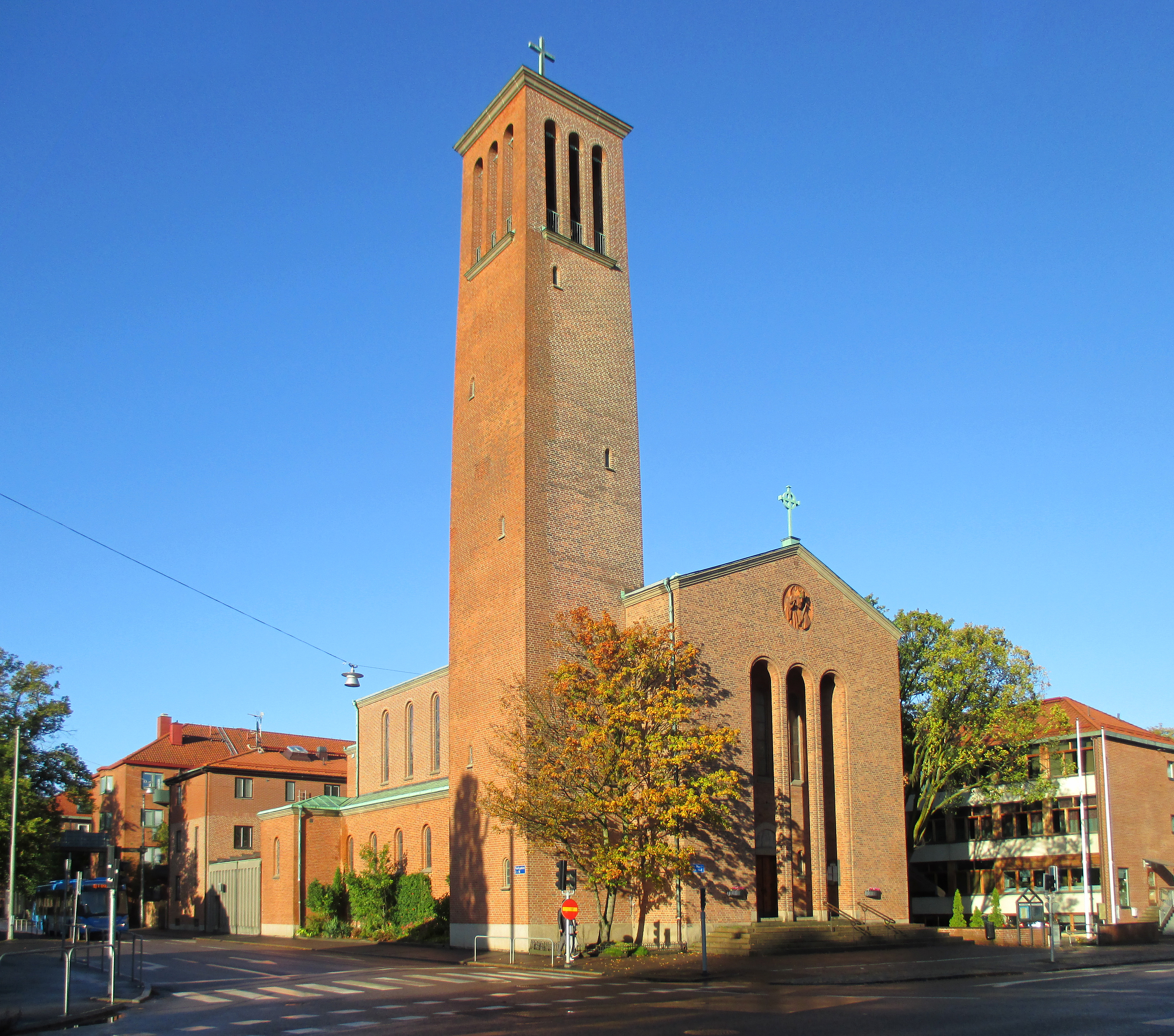
一座位于哥德堡的天主教堂
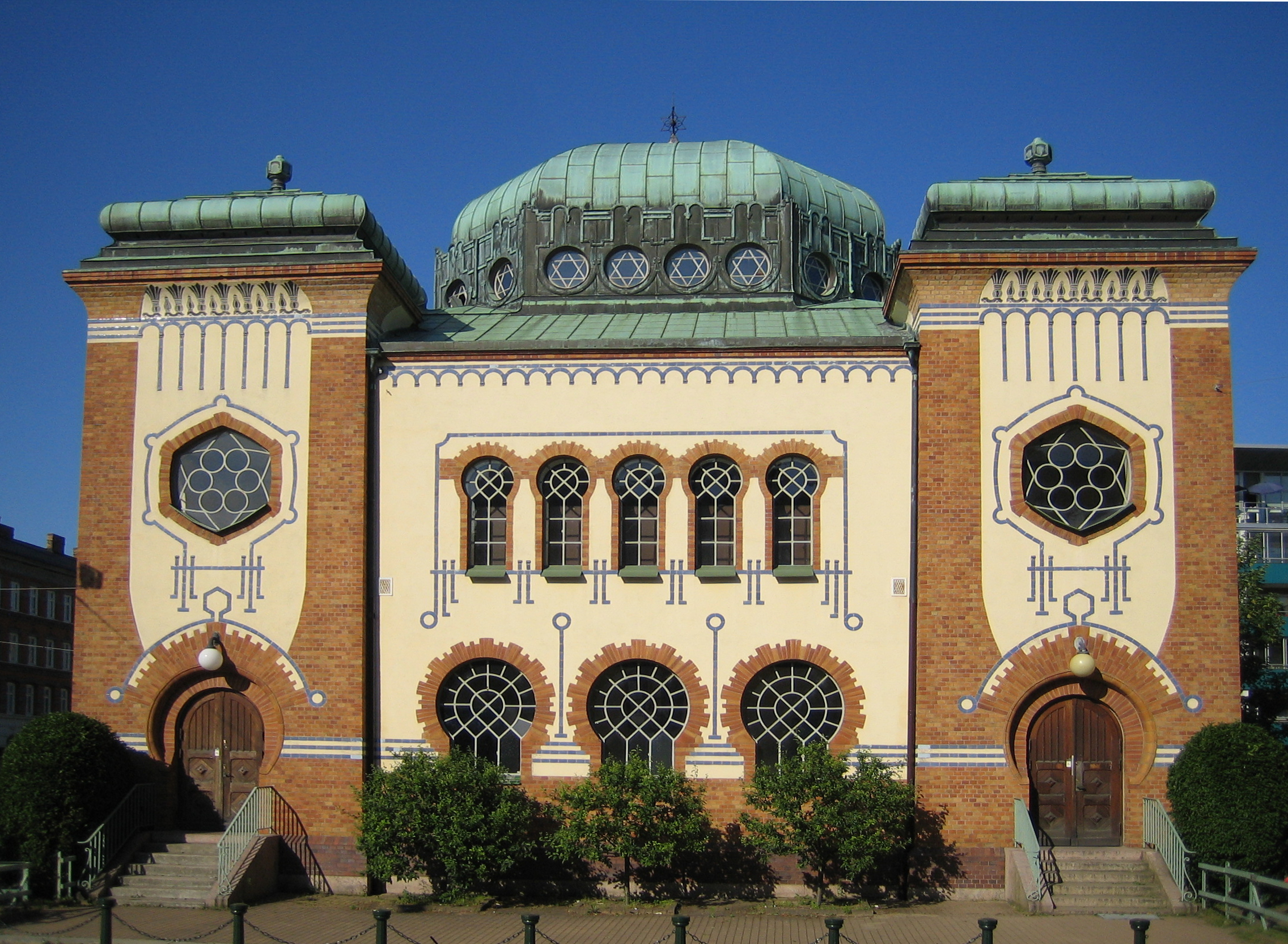
马尔默的一座犹太会堂
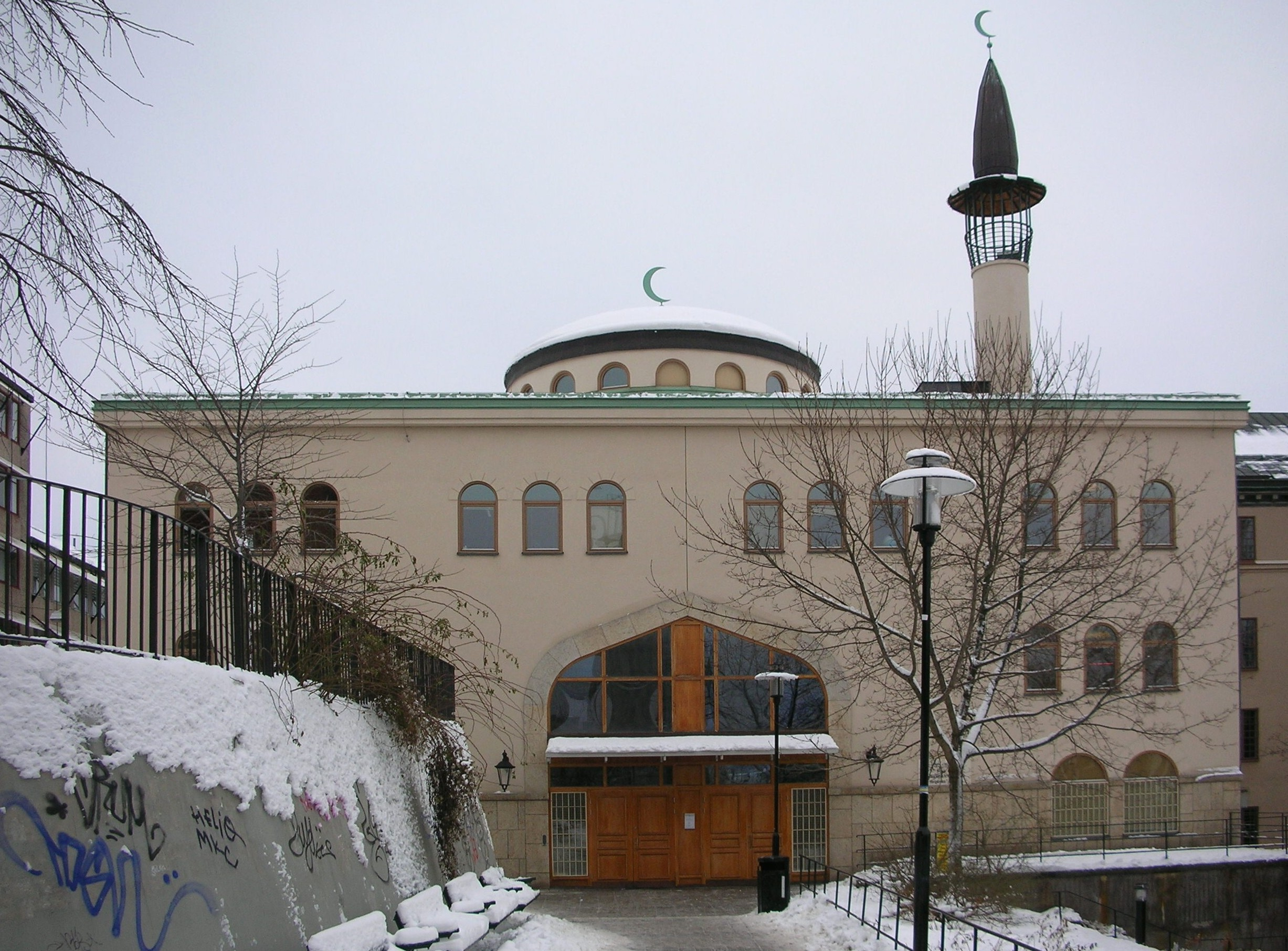
斯德哥尔摩清真寺（英语：Stockholm Mosque）
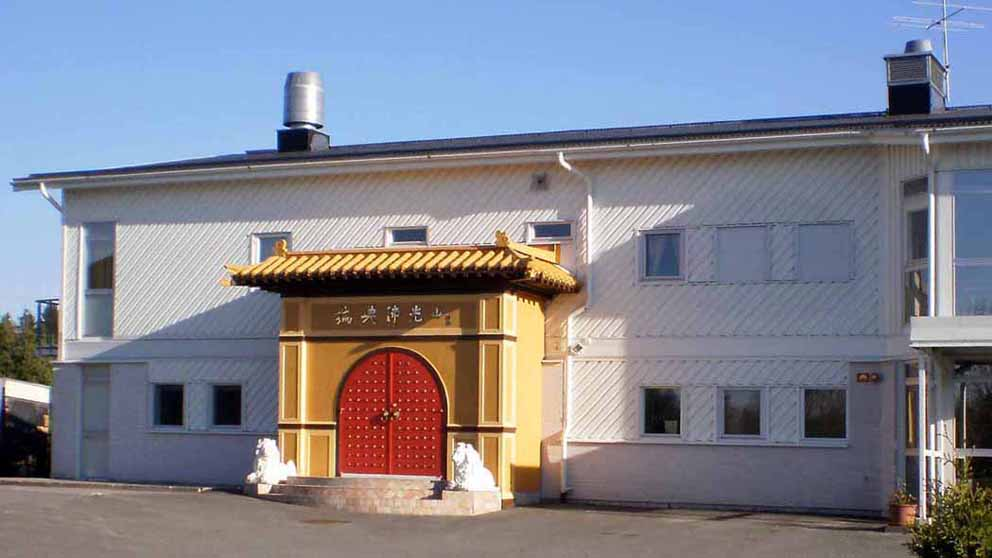
斯德哥尔摩的一座汉传佛教佛寺
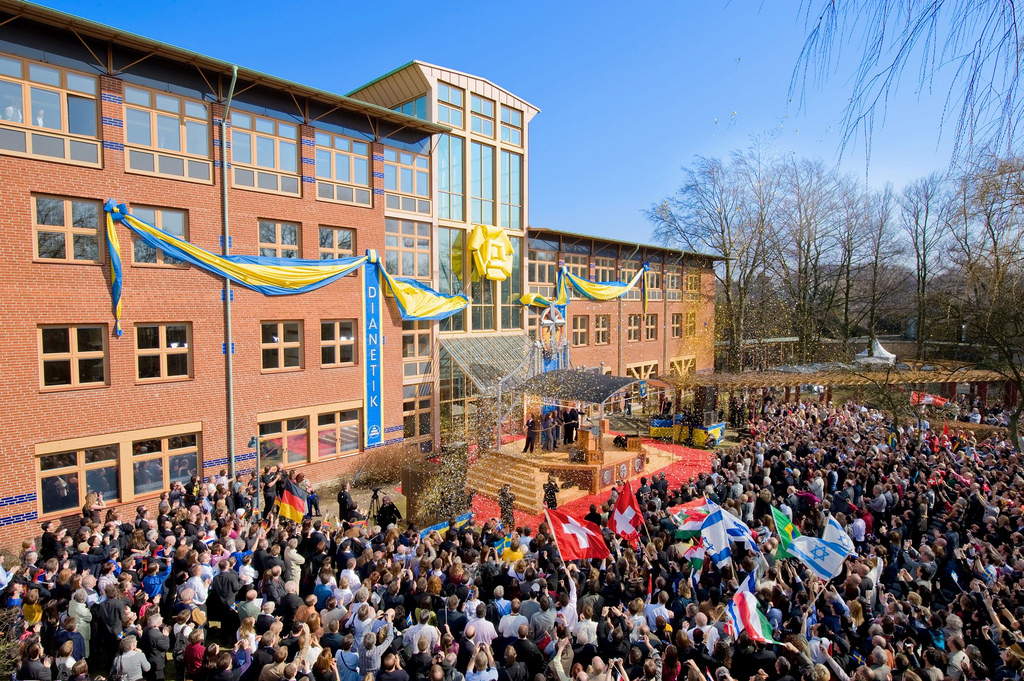
马尔默的一座山达基教会设施